# Guilford Lake
Guilford Lake es un lugar designado por el censo ubicado en el condado de Columbiana en el estado estadounidense de Ohio. En el Censo de 2020 tenía una población de 1188 habitantes y una densidad poblacional de 158,19 habitantes por km². Fue incluido como CDP en el censo de 2020.

## Geografía
Guilford Lake se encuentra ubicado en las coordenadas 40°47′30″N 80°51′58″O / 40.79167, -80.86611. Según la Oficina del Censo de los Estados Unidos,  tiene una superficie total de 7,51 km², de la cual 6,13 km² corresponden a tierra firme y 1,38 km² a agua.